# Personnalisme américain
Ne doit pas être confondu avec Personnalisme.
Le personnalisme américain est un courant de pensée idéaliste, spécifique aux États-Unis, dont les principaux fondateurs à la fin du XIXe siècle sont les philosophes George H. Howison, Borden P. Bowne et Edgar S. Brightman. Il est parfois dénommé « idéalisme personnaliste » (personal idealism), notamment par Howison qui qualifie ainsi sa propre pensée. 
Contrairement au personnalisme continental issu de la philosophie éthique et politique d'Emmanuel Mounier, philosophe français de la première moitié du XXe siècle, le personnalisme américain part d'une réflexion métaphysique sur la nature de la réalité pensée comme conscience personnelle et esprit individuel. D'un point de vue historique, il s'agit d'une continuation directe d'un certain courant idéaliste qui, en Allemagne, s'est développé au XIXe siècle en réaction contre l'idéalisme absolu alors dominant sur la scène philosophique allemande. Borden Bowne, en particulier, a reçu à l'Université de Göttingen l'enseignement d'Hermann Lotze, qui fut l'un des principaux acteurs de cette réaction. 
On distingue principalement trois courants ou écoles au sein du personnalisme, associés à trois grandes universités américaines : 
- l'école de Californie, basée à Berkeley, avec pour figures principales George Howison et Ralph Flewelling, et qui insiste sur le caractère communautaire de la réalité (« République des esprits ») ;
- l'école de Boston, la plus connue, avec pour figures emblématiques Borden Bowne et Edgar Brightman, et dont Martin Luther King est l'héritier : elle est associée à une conception théiste, chrétienne et méthodiste de la Personne divine ;
- l'école de Harvard, dont Josiah Royce et William Hocking sont les représentants les plus importants, et qu'on associe couramment à l'épistémologie pragmatiste.

Malgré l'existence de ces courants, les personnalistes s'accordent tous sur l'idée que la réalité fondamentale du monde réside dans l'expérience personnelle, ainsi que sur la possibilité de concevoir les « esprits » séparément comme des individus à part entière. Sur le plan éthique, ils accordent une valeur centrale à l'intégrité et à l'épanouissement de la personne.

## Sources
- T. D. Williams, « Personalism » (section 4 : « American Personalism ») , Stanford Encyclopedia of Philosophy.  En ligne
- T. O. Buford, « Personalism » (section 4 : « North American Personalism »), Internet Encyclopedia of Philosophy. En ligne